# Eichfehlergrenze
Die Eichfehlergrenze ist der maximal zulässige Fehler von eichpflichtigen Messgeräten bei der Eichung.
Die Verkehrsfehlergrenze beträgt gemäß § 33 Eichordnung von 1988 das Doppelte der Eichfehlergrenze, sofern nicht anders festgelegt. Die Fehlergrenzen sind je nach Messgeräteart verschieden. 
Bei Kaltwasserzählern z. B. beträgt die Eichfehlergrenze  ±5 % im unteren und ±2 % im oberen Messbereich. Dies ist in der EWG-Richtlinie vom 17. Dezember 1974 (75/33/EWG) festgelegt.
Siehe auch: Wasserzähler, Prüfstelle, Eichamt, Verkehrsfehlergrenze